# 乾興 (宋)
乾興（けんこう）は、宋の真宗趙恒の治世に行われた5番目の年号。1022年。
- 元年2月：真宗崩御。仁宗即位。

## 西暦等との対照表
| 乾興 | 元年   |
| 西暦 | 1022年 |
| 干支 | 壬戌   |
| 遼   | 太平2  |